# Winnie Madikizela-Mandela

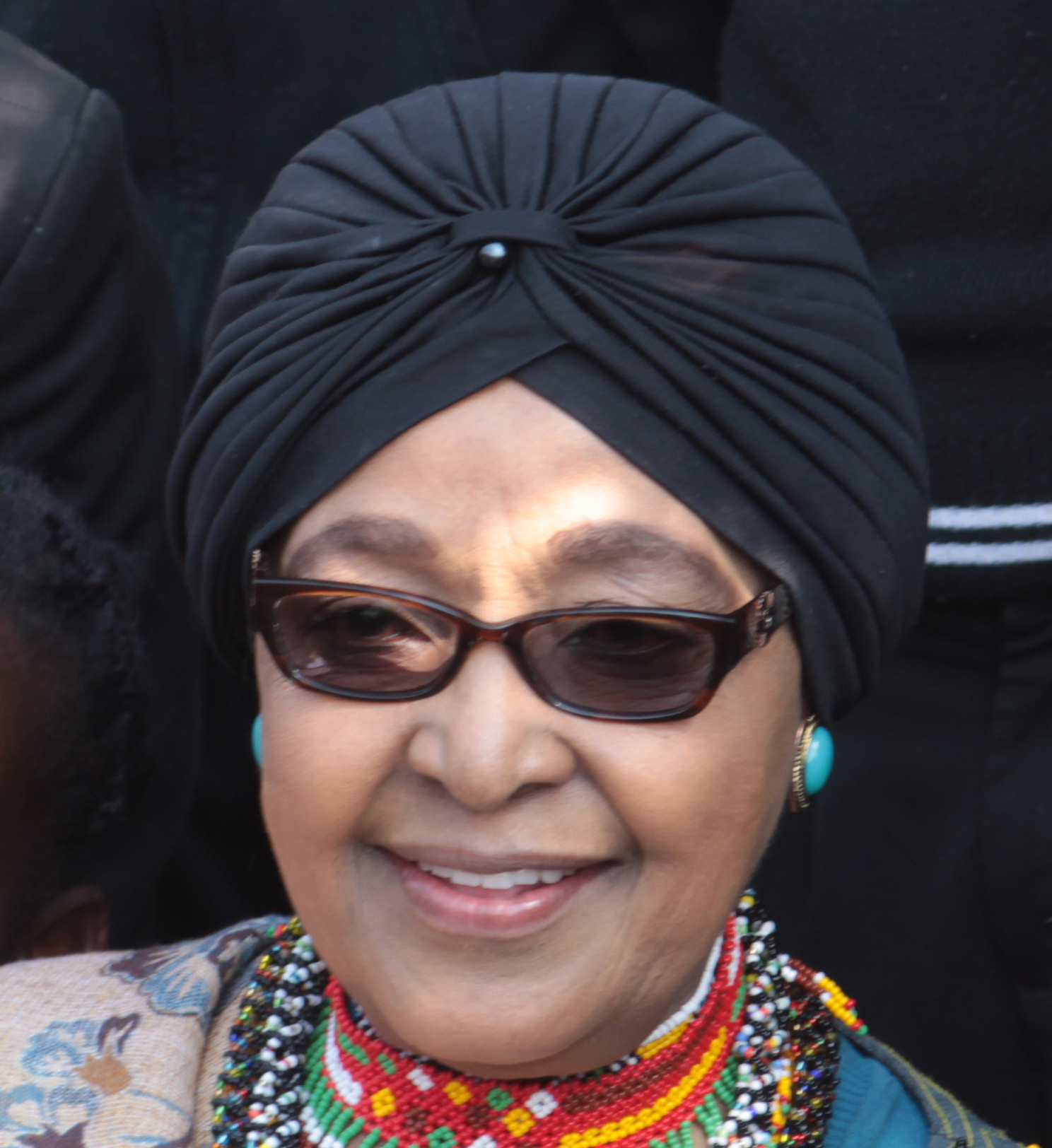

Winnie Madikizela-Mandela (tên khai sinh là Nomzamo Winifred Zanyiwe Madikizela, sinh ngày 26 tháng 9 năm 1936 mất ngày 2 tháng 3 năm 2018) hay bà còn có tên khác là Winnie Mandela là tên của một chính trị gia và cũng là một nhà hoạt động chống phân biệt chủng tộc người Nam Phi. Ngoài ra, bà cũng là vợ cũ của tổng thống Nam Phi Nelson Mandela. Bà là một thành viên của nghị viện Nam Phi và phục vụ ở đó từ năm 1994 đến năm 2003 và từ năm 2009 đến khi bà qua đời. Bà là phó bộ trưởng từ năm 1994 đến năm 1996. Đảng chính trị của bà là đảng Dân tộc châu Phi (tiếng Anh: African National Congress).

## Lí lịch
Bà là người Mpondo, sinh ra tại làng Mbongweni ở Bizana, Pondoland, bây giờ là tỉnh Eastern Cape. Bà là con thứ 4 trong gia đình 9 anh chị em (8 người con gái và 1 người con trai).
Bà học công tác xã hội tại trường công tác xã hội Jan Hofmeyr rồi tốt nghiệp vào năm 1956. Vài năm sau, bà tốt nghiệp bằng cử nhân ngành quan hệ quốc tế ở trường đại học Witwatersrand. Bà từng sống ở nhiều nơi như ở Bizana, Shawbury và Johannesburg. Công việc đầu tiên của bà là làm công tác xã hội ở bệnh viện Baragwanath ở Soweto.
Năm 1958, bà cưới nhà hoạt động chống phân biệt chủng tộc Nelson Mandela ở Johannesburg rồi có hai đứa con và li hôn vào năm 1996.
Năm 1963, sau khi chồng bà bị tống giam, bà trở thành người đại diện cho ông ấy ở ngoài trong suốt 27 năm bị cầm tù.
Suốt thời gian đó, bà đã đứng lên chống lại chính sách phân biệt chủng tộc của chính phủ thời bấy giờ. Chính vì thế, bà bị bắt giam nhiều lần, phải chịu cảnh bị tra tấn và biệt giam trong nhiều tháng.